# 1570 en France
Chronologie de la France
- 1566
- 1567
- 1568
- 1569
- 1570
- 1571
- 1572
- 1573
- 1574

## Événements
- 28 janvier : l’exercice du catholicisme est interdit en Béarn[1].
- 16 avril : Gaspard de Coligny quitte Nîmes et remonte la vallée du Rhône[2].

- 15 juin : combat de Sainte-Gemme, où La Noue, gouverneur de La Rochelle, met en déroute une partie de l’armée catholique du gouverneur d’Anjou Puygaillard ; ce dernier se retranche à Saint-Jean-d’Angély[2] (Troisième guerre de Religion).

- 18 juin : pillage de l’abbaye de Cluny par les Protestants de Coligny[2].
- 20 juin : incendie de l’abbaye de La Ferté par les Protestants de Coligny, qui ravagent la région de Chalon-sur-Saône[2].
- 25 juin : bataille d’Arnay-le-Duc[3]. Gaspard de Coligny arrête l’armée royale du maréchal de Cossé à Arnay-le-Duc, où Henri de Navarre fait ses véritables premières armes. Le 4 juillet[2], Coligny s’établit à la Charité, interdisant l’accès des troupes royales au sud du royaume et menaçant Paris[4]. Les confréries bourguignonnes du Saint-esprit, catholiques, organisées dès 1567 dans les principales villes par les soins de Tavannes, galvanisent la résistance à l’« hérésie ».

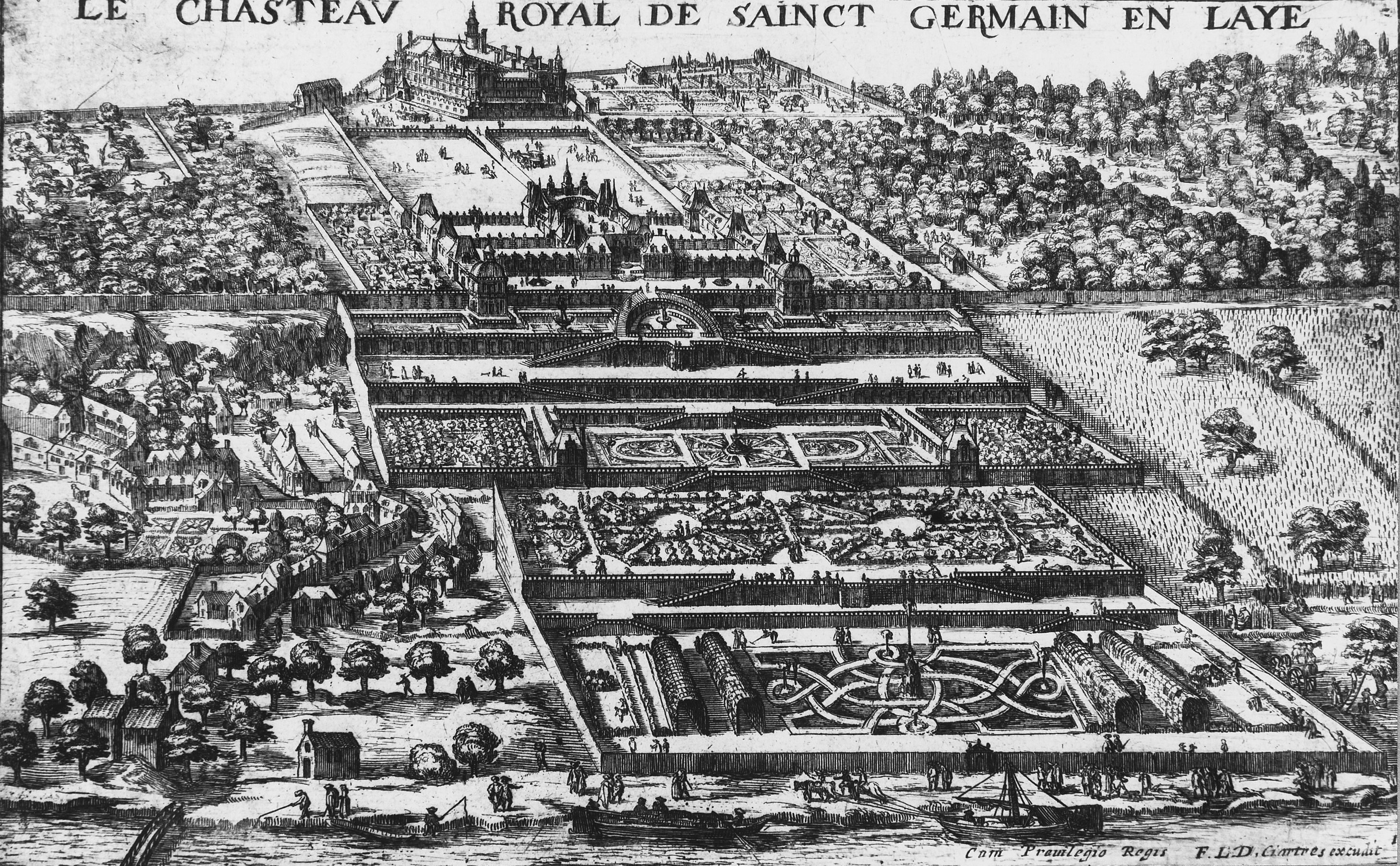
Le Château Neuf de Saint-Germain-en-Laye après 1570.

- 8 août : édit et paix de Saint-Germain-en-Laye dite « boiteuse et malassise », signée par Catherine de Médicis, mettant fin à la troisième guerre de religion ; amnistie des protestants, liberté de conscience, de culte et attribution de places de sûreté pour deux ans (La Rochelle, Cognac, Montauban, La Charité)[3]. Gaspard II de Coligny assure le pouvoir.

- 4 octobre, Mézières : mariage d'Henri Ier de Guise, 3e duc de Guise, avec Catherine de Clèves, comtesse d'Eu et princesse de Château-Renault, fille de François Ier, duc de Nevers[5].

- 26 novembre : Charles IX de France épouse Élisabeth, la plus jeune des filles de l’empereur d’Autriche[3].
- Fin novembre : début d’un hiver long et rigoureux. Les rivières sont gelées en France jusque fin février 1571, même en Languedoc, où les arbres fruitiers sont gelés jusqu’aux racines[7].
- 2 décembre : crue du Rhône à Lyon[8].

- Simon Fizes de Sauve se voit attribuer le secrétariat d’État chargé de la Gendarmerie  (compagnies d’ordonnance) et de la maison du roi, premières mentions non géographiques des attributions des secrétaires d’État[9].

## Naissances en 1570
- x

## Décès en 1570
- x